# Ulica Dzika w Warszawie

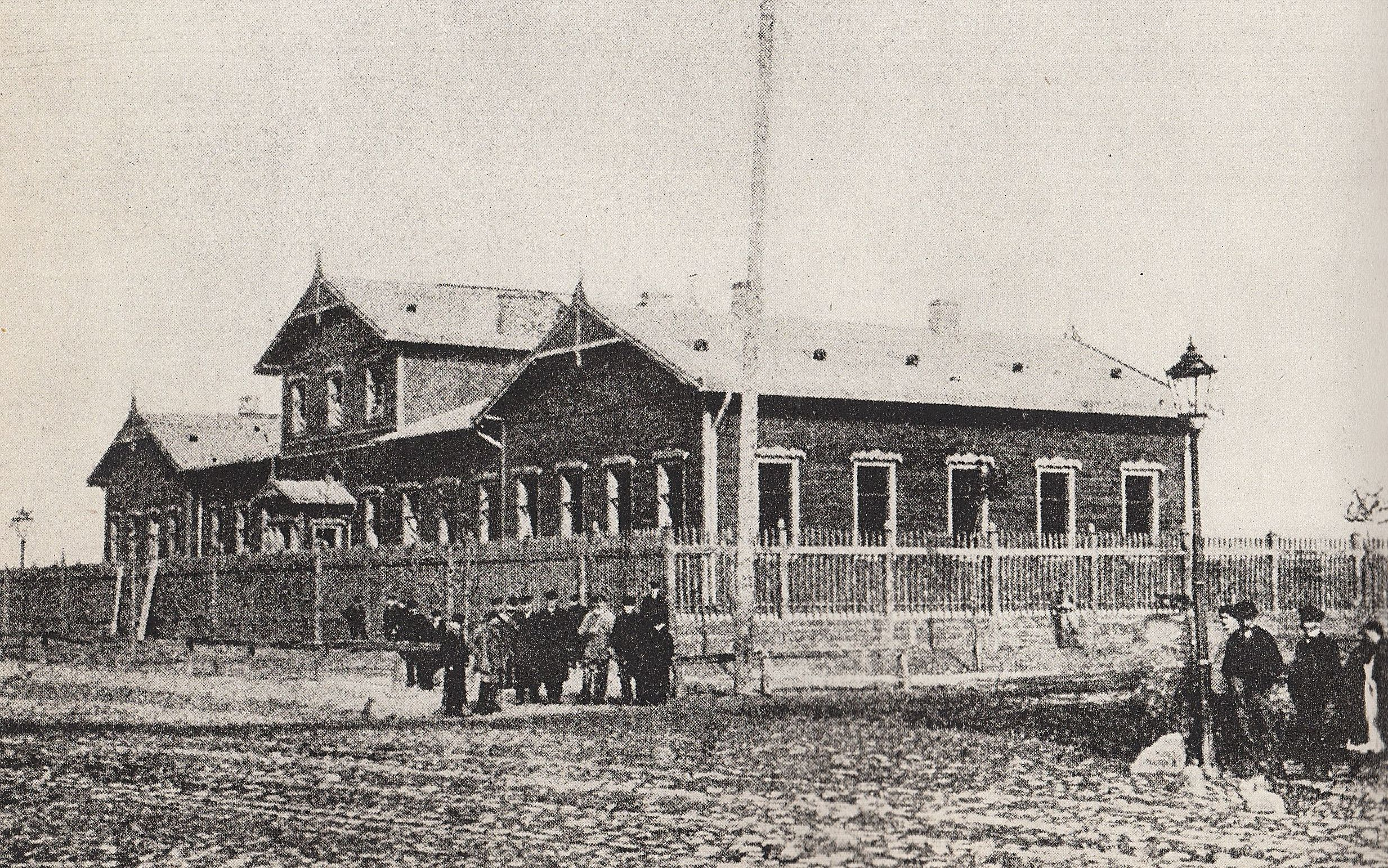
Schronisko dla bezdomnych braci Albertynów (1895)

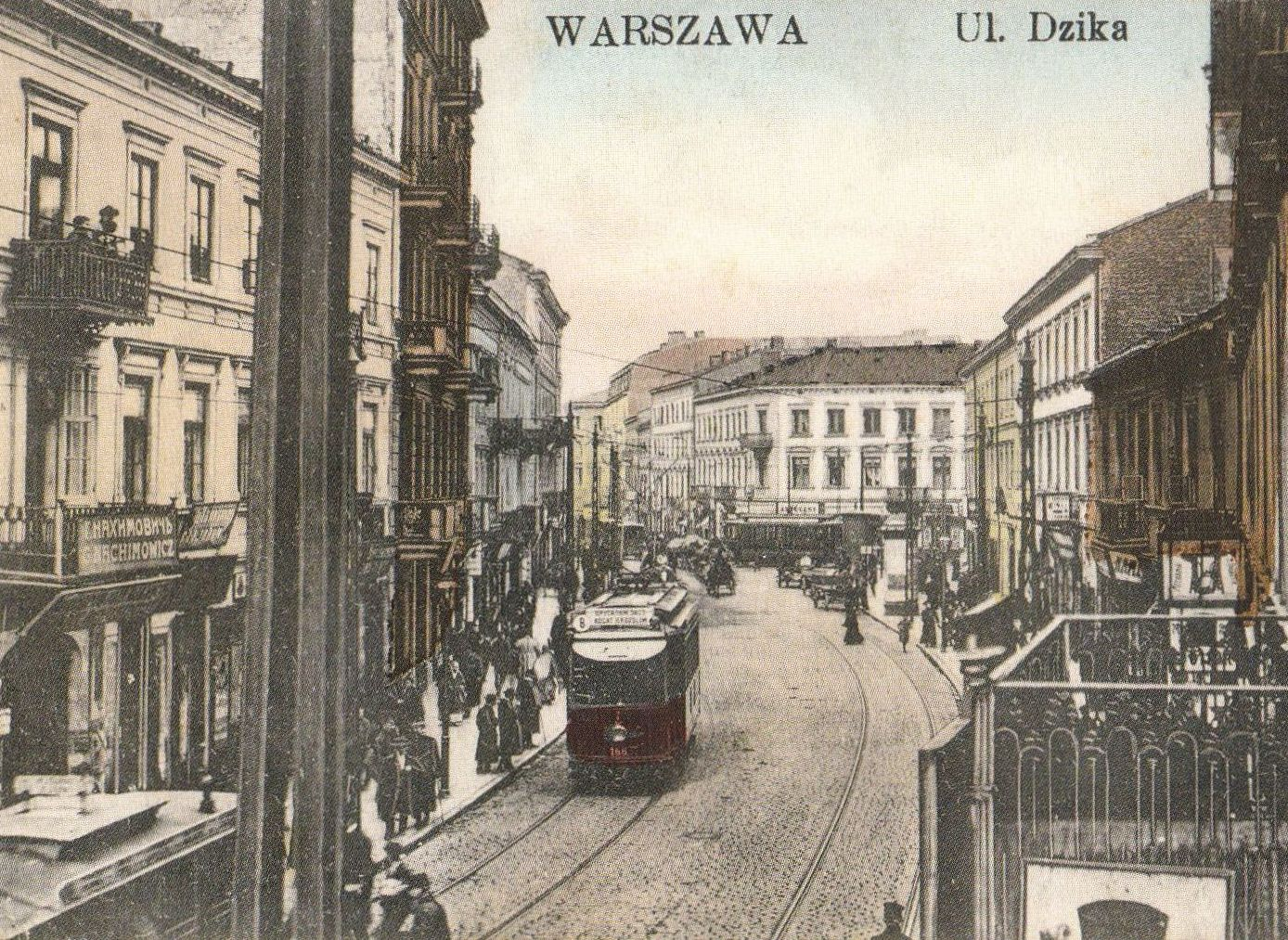
Ulica Dzika (obecnie ul. Zamenhofa), ok. 1910

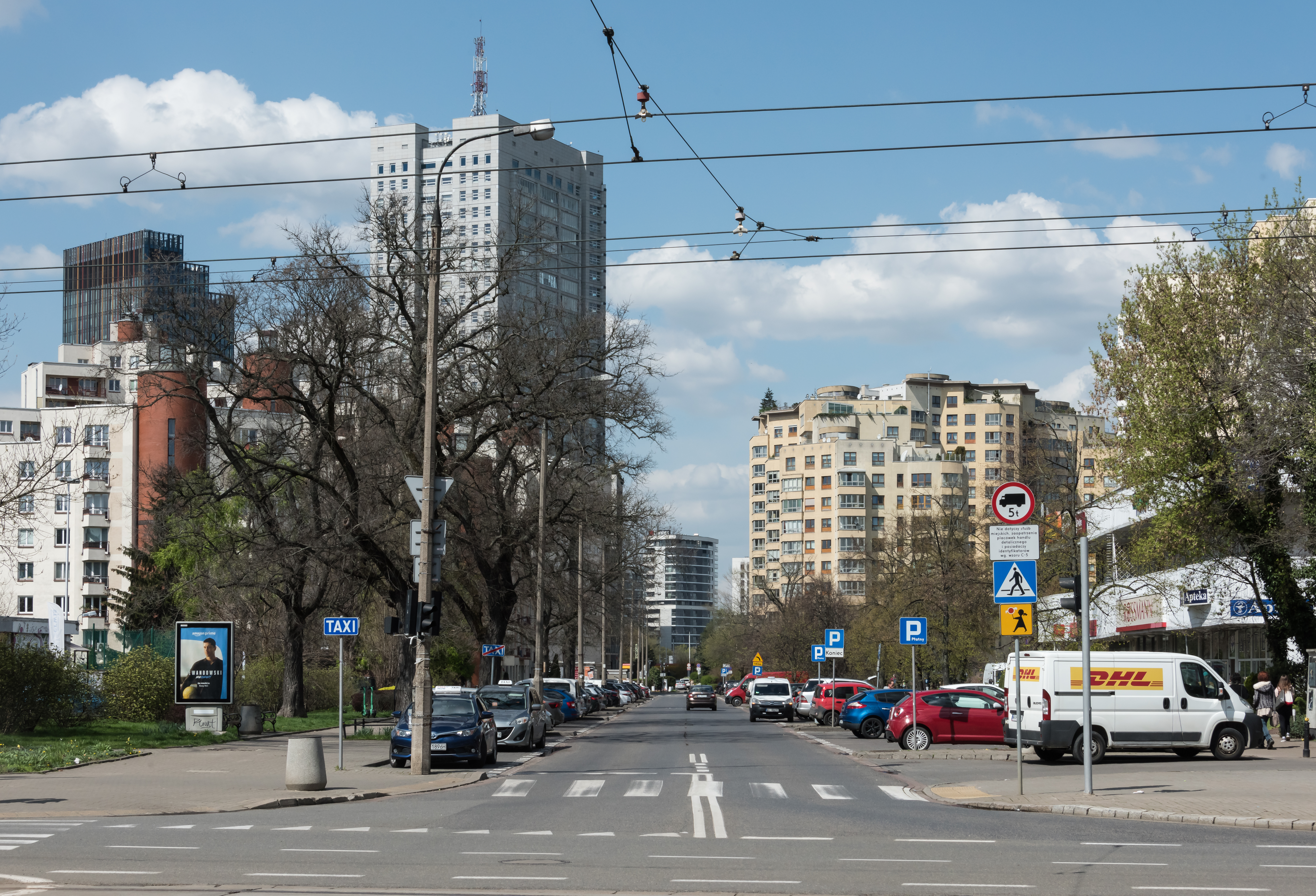
Ulica Dzika, widok w kierunku północnym ze skrzyżowania z ulicą Stawki

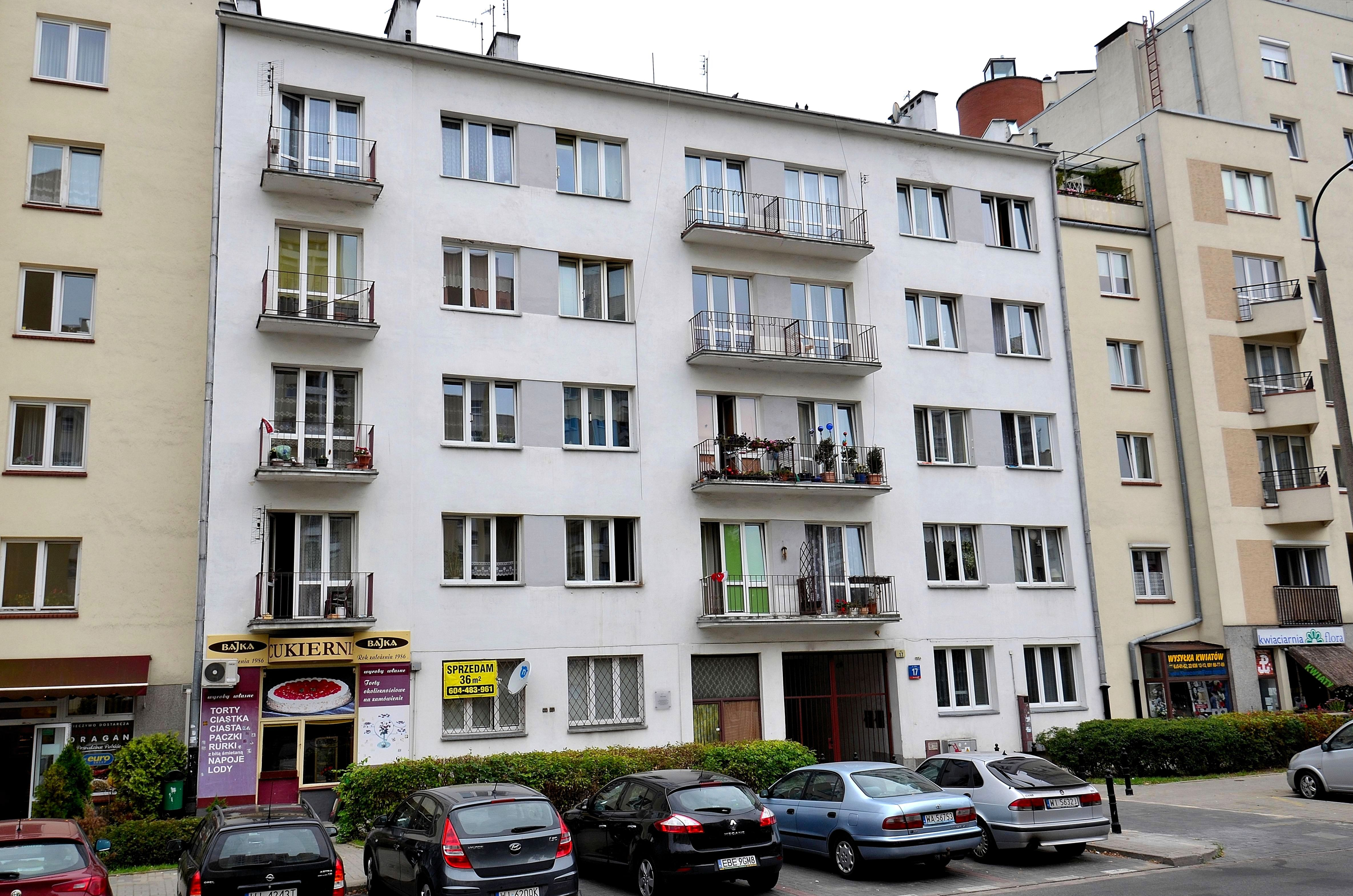
Kamienica Goldbandów (nr 17) – jedyny przedwojenny budynek zachowany przy ulicy, miejsce masakry ludności cywilnej w sierpniu 1944

Ulica Dzika – ulica w dzielnicach Śródmieście i Wola w Warszawie.

## Historia
Ulica jest częścią dawnego gościńca z Warszawy do wsi Buraków, Młociny, Powązki i Wawrzyszew. Przed połową XVIII w. regulowano go na odcinku Nowolipki – Dzielna, do roku 1779 – do Gęsiej, czyli dzisiejszej ul. Anielewicza. Kolejnym uporządkowanym fragmentem Dzikiej był odcinek do wału miejskiego (okopów Lubomirskiego), usypanego w 1770. Nadana w tym samym roku nazwa ulicy wiązała się z charakterem okolicy, przez którą biegła – niezamieszkałej, pełnej stawów i glinianek.
W wale na wysokości dzisiejszej ul. Powązkowskiej urządzono wjazd do miasta, wraz z drewnianymi pawilonami rogatek. Pierwszą zabudowę ulicy stanowiła niewielka kamieniczka, wzniesiona w roku 1784 wraz z budynkiem browaru. Od 1869 właścicielem owej posesji pod późniejszym nr. 47 był drukarz Samuel Orgelbrand.
Po założeniu w 1792 cmentarza Powązkowskiego ulicą zaczęły przechodzić kondukty pogrzebowe. W 1824 na rozkaz wielkiego księcia Konstantego pomiędzy ulicami: Dziką, Stawki i Pokorną powstał plac musztry oraz przeglądów wojska, nazwany placem Broni. Plac miał kształt kwadratu o boku 420 metrów i był największym placem XIX-wiecznej Warszawy. Kilka lat potem w okolicy rogatek powstała spora kamienica. Po przeciwnej stronie ulicy, od ostatnich lat XVIII wieku znajdowała się cegielnia Szymanowskiego. Jej drewniane zabudowania rozebrano już przed rokiem 1850.
Po zachodniej stronie Dzikiej, w rejonie ulic Okopowej, Powązkowskiej i Stawki, po likwidacji cegielni zostały glinianki i stawy na rzece Drnie, zanikłej i skanalizowanej w związku z budową cytadeli na Żoliborzu.
Bliskość cmentarza Powązkowskiego sprawiła, że końcowy odcinek ulicy stał się miejscem działalności kilku zakładów kamieniarskich. Pierwszy z nich działał już przed rokiem 1874. Na krótkim odcinku ulicy było ich kilkanaście. Poziomem prac wyróżniała się firma Teodora Gundelacha i kilka pomniejszych.
Do roku 1885 przy ulicy powstało kilka kolejnych kamienic. Równocześnie Dziką pojechał pierwszy konny tramwaj, zastąpiony w roku 1908 elektrycznym. W drugiej połowie XIX wieku na części dawnego placu Broni wytyczono nowe parcele, prowadząc jednocześnie na ich tyłach bocznice kolejowe sięgające aż do ul. Stawki.
Mimo bliskości cmentarza i dużej liczby zakładów kamieniarskich pod koniec XIX wieku okolica zaczęła wchodzić w okres przeobrażenia: powstały nowe, dziś już nieistniejące przecznice Dzikiej, zabudowane rychło kamienicami o neobarokowym wystroju.
W roku 1895 u zbiegu ulic Dzikiej i Stawki powstało schronisko dla bezdomnych zwane „Cyrkiem”. Prowadzili je bracia Albertyni, znani z działalności na rzecz najuboższych i bezdomnych.
Drewniane budynki schroniska zajęły obrzeża dawnego Placu Broni. W odróżnieniu od schroniska prowadzonego przez Albertynów na Pradze, na Dzikiej nocowali bezdomni z marginesu społecznego.
Pod numerem 9., gdzie od początków XX wieku wznosiła się oficyna zwieńczona manierystycznym szczytem, w okresie międzywojennym wzniesiono pawilon kina „Unja”. W tym czasie przy Dzikiej nie było wielu sklepów, poza dwoma sklepami kolonialnymi. Istniały też składy opałowe i drzewne. Nadal funkcjonowały zakłady kamieniarskie, do których dołączyły kolejne, działające po części jeszcze w latach siedemdziesiątych XX wieku.
27 listopada 1930 przemianowano południowy odcinek ulicy Dzikiej pomiędzy skrzyżowaniami z ulicami Nowolipki i Niską nadając mu nazwę ul. Ludwika Zamenhofa.
Północny odcinek ulicy pomiędzy ulicami Niską i Powązkowską zachował dotychczasową nazwę. Według innego źródła w 1930 zmianie ulegała nazwa dłuższego odcinka ulicy, pomiędzy skrzyżowaniami z ulicami Nowolipki i Stawki.
W latach 1930–1933 przy Dzikiej działał teatr żydowski z salą na 1000 miejsc. Później funkcjonowało tam kino Unia, a od 1940 jawny teatrzyk Miraż. Budynek został zniszczony w czasie powstania warszawskiego.
W 1942 początkowy fragment nieparzystej strony ulicy przyłączono do getta. W jego obrębie znalazła się poza początkowym odcinkiem Dzikiej ul. Zamenhofa. Zabudowa obu ulic została zupełnie zniszczona w 1943. Kamienice poza murem, po aryjskiej stronie, zostały spalone w 1944. W sierpniu 1944 przy Dzikiej 17 Niemcy dokonali egzekucji ok. 200 osób. Wśród zamordowanych był m.in. architekt Marian Lalewicz.
Wypalone mury rozebrano w początkach roku 1946, zaś ocalałe warsztaty kamieniarskie działały jeszcze po roku 1945. Obecnie z historycznej zabudowy ulicy ocalała tylko czteropiętrowa kamienica braci Goldbandów (nr 17), wzniesiona w 1939 według projektu Edwarda Hersteina.
Przy ulicy Dzikiej znajdują się dwa pomniki granic warszawskiego getta, a przy skrzyżowaniu z ulicą Stawki – jeden z kamiennych bloków warszawskiego Traktu Pamięci Męczeństwa i Walki Żydów.
W latach 1974–1978 przy ulicy Dzikiej wzniesiono osiedle Stawki.

## Inne informacje
- Nazwa ulicy Dzikiej pojawia się w filmie Juliusza Machulskiego Kiler. Tytułowy Kiler dostaje od bossa mafijnego Siary mieszkanie na Dzikiej 102. Filmowy lokal znajduje się pod innym adresem, wnętrza kręcone są w budynku przy ul. Dzikiej 19/23. Sceny sprzed budynku nie pochodzą tak naprawdę z ul. Dzikiej, ponieważ w 1997, kiedy kręcony był film, budynek stał praktycznie na placu budowy.